# Juan Aballí
Juan Antonio Aballí Delgado (10 de marzo de 1965) es un deportista cubano que compitió en piragüismo en la modalidad de aguas tranquilas. Ganó cinco medallas en los Juegos Panamericanos entre los años 1987 y 1995.

## Palmarés internacional
| Juegos Panamericanos | Juegos Panamericanos          | Juegos Panamericanos | Juegos Panamericanos |
| Año                  | Lugar                         | Medalla              | Competición          |
| -------------------- | ----------------------------- | -------------------- | -------------------- |
| 1987                 | Indianápolis (Estados Unidos) | Medalla de oro       | C2 500 m             |
| 1987                 | Indianápolis (Estados Unidos) | Medalla de bronce    | C2 1000 m            |
| 1991                 | La Habana (Cuba)              | Medalla de oro       | C2 500 m             |
| 1991                 | La Habana (Cuba)              | Medalla de oro       | C2 1000 m            |
| 1995                 | Mar del Plata (Argentina)     | Medalla de bronce    | C2 500 m             |